# (16672) Bedini
Pour les articles homonymes, voir Bedini.
(16672) Bedini est un astéroïde de la ceinture principale.

## Description
(16672) Bedini est un astéroïde de la ceinture principale. Il fut découvert le 17 janvier 1994 à Cima Ekar par Andrea Boattini et Maura Tombelli. Il présente une orbite caractérisée par un demi-grand axe de 2,58 UA, une excentricité de 0,14 et une inclinaison de 6,6° par rapport à l'écliptique.

## Compléments